# Nilus esimoni
Nilus esimoni là một loài nhện trong họ Pisauridae. Chúng được miêu tả năm 1984 bởi Sierwald.